# Thomas Humphrey Marshall
Thomas Humphrey Marshall, britanski sociolog, * 1893, † 1981.